# Tereitaki Village
Tereitaki Village är en ort i Kiribati.   Den ligger i örådet Tabuaeran och ögruppen Linjeöarna, i den västra delen av landet, 3 100 km öster om huvudstaden Tarawa. Tereitaki Village ligger 9 meter över havet och antalet invånare är 438. Den ligger på ön Tawata.
Terrängen runt Tereitaki Village är mycket platt.  Närmaste större samhälle är Tenenebo Village, 7,6 km sydost om Tereitaki Village. 